# Высоцкий, Алексей Владимирович
Алексе́й Влади́мирович Высо́цкий (18 июля 1919, Киев — 28 октября 1977, Москва) — советский журналист, писатель и режиссёр-документалист, полковник Советской Армии.

## Биография

### Детство и юность
Алексей Высоцкий родился в Киеве в образованной еврейской семье. Его отец — Вольф Шлиомович Высоцкий (1889, Брест-Литовск — 1962, Москва; «Вэлвл» в одной из ранних песен его внука Владимира Высоцкого) — из семьи стеклодува, учился в Люблинском коммерческом училище, с 1911 года жил в Киеве, где учился в Киевском коммерческом институте одновременно с И. Э. Бабелем и Соломоном Михоэлсом, затем на юридическом факультете Киевского университета; в годы НЭПа организовал кустарную мастерскую по производству театрального грима и адвокатскую контору. Мать — Дора Овсеевна Высоцкая (урождённая Дебора Овсеевна-Геселевна Бронштейн; 16 ноября 1891, Житомир — 1970, Киев) — дочь кременецкого мещанина, преподавателя казённого еврейского двухклассного училища Овсея-Геселя Хаим-Мордковича Бронштейна и Рейзи Акимовны Райх; окончила фельдшерско-акушерские курсы, в то время работала фармацевтом, затем косметологом. В семье говорили на идише.
В 1926 году семья поселилась в Москве; после развода родителей Алексей Высоцкий жил в Москве с отцом и с начала 1930-х годов в Киеве с матерью. В школьные годы дружил с Гулей Королёвой и её будущим мужем Алёшей Пятаковым (сыном расстрелянного в 1937 году Г. Л. Пятакова), впоследствии его воспоминания вошли в книгу Елены Ильиной (Л. Я. Прейс) «Четвёртая высота».

### Карьера военного
С 1939 года учился в Подольском артиллерийском училище, в том же году был призван в армию и в качестве командира огневого взвода 165-го гаубичного артиллерийского полка принимал участие в боевых действиях советско-финской войны, а с 1941 года, после окончания училища, — Великой Отечественной войны. Член ВКП(б) с 1941 года (партийный билет № 4160055).
В составе 18-го гвардейского артиллерийского полка участвовал в обороне Одессы, Керчи и Севастополя, военных действиях на Дону и Северном Кавказе. Командовал артбатареей 265-го корпусного артиллерийского полка, дивизионом 268-го армейского артиллерийского полка РГК.
К лету 1944 года — майор, командир дивизиона 124-й гаубичной артиллерийской бригады большой мощности 20-й артиллерийской дивизии резерва Верховного Главнокомандования (затем 6-й артиллерийской дивизии прорыва РВГК 1-го Белорусского фронта), затем начальник штаба бригады.
Освобождал Украину и Польшу, участвовал в боях за Берлин.
В военные годы печатал репортажи с фронта в газете «Красная звезда», некоторые очерки были опубликованы в «Известиях».
После окончания военных действий остался на службе в Германии, с 1949 года служил начальником оперативного отдела 34-й Гвардейской миномётной бригады в Гайсине, с 1951 года — в Мукачево, учился на филологическом факультете Ужгородского государственного университета. С 1956 года — в Москве, окончил заочно факультет журналистики Московского государственного университета им. М. В. Ломоносова. Демобилизован в 1959 году в звании полковника.

### Творческий путь
Алексей Высоцкий — автор четырёх книг документальной прозы на военную тематику, в том числе повестей «И пусть наступит утро» (о своём боевом командире, Герое Советского Союза артиллеристе Н. В. Богданове, обороне Одессы и Севастополя), «Дороги огненной земли» (о керченском десанте), «Горсть земли» (об обороне Одессы) и «Горный цветок» (о борьбе советских пограничников с бандеровцами в послевоенное время). Документальная трилогия А. В. Высоцкого «Весна в Берлине», включающая повести «И пусть наступит утро», «Дороги огненной земли» и «Весна в Берлине», была издана в 2010 году к 65-летию победы в Великой Отечественной войне под редакцией его дочери, Ирэны Высоцкой.
В 1962 году Алексей Высоцкий осуществил первые профессиональные магнитофонные записи своего племянника Владимира Высоцкого в Доме техники Министерства речного флота РСФСР, где он тогда работал, и у себя дома (так называемые записи «У дяди»). По мотивам очерка А. В. Высоцкого «Бриллиантовая двойка» о дважды Герое Советского Союза Н. М. Скоморохове (газета «Красная звезда», 1966) Владимиром Высоцким была написана «Песня о погибшем лётчике» (1975).
В организованной им студии документальных фильмов при Министерстве речного флота РСФСР А. В. Высоцким было снято несколько короткометражных документальных фильмов и киноочерков об участниках Великой Отечественной войны, в том числе лётчиках Н. Н. Скоморохове и М. П. Девятаеве.
Умер в 1977 году, похоронен на Ваганьковском кладбище.

## Награды
- три ордена Красного Знамени (10.02.1942[17], 08.02.1945[18], 18.05.1945[18])
- орден Отечественной войны 1-й степени (28.07.1944)[19]
- орден Отечественной войны 2-й степени (06.05.1943)[20]
- два ордена Красной Звезды (13.10.1943[21], 03.11.1953[22])
- медали в том числе:
  - «За боевые заслуги» (20.06.1949)[22]
  - «За оборону Одессы»
  - «За оборону Севастополя»
  - «За оборону Кавказа»
  - «За победу над Германией в Великой Отечественной войне 1941—1945 гг.»
  - «За взятие Берлина»
  - «За освобождение Варшавы»

## Семья
- Жена — Александра Ивановна Высоцкая (урождённая Таран, 1923—2008).
  - Сын — Александр Алексеевич Высоцкий, журналист, серебряный призёр чемпионата мира по академической гребле[23].
  - Дочь — Ирэна Алексеевна Высоцкая, детский писатель.
- Брат — Семён Владимирович Высоцкий (1916—1997), военнослужащий (связист), полковник, участник Великой Отечественной войны; почётный гражданин городов Кладно и Праги.
  - Племянник — Владимир Семёнович Высоцкий, поэт, автор-исполнитель песен, актёр театра и кино. На стене дома четы Алексея и Александры Высоцких по улице Энгельса № 11 (в прошлом ул. Гурвича № 7) в Гайсине 25 января 2008 года была вывешена мемориальная табличка в память посещения города Владимиром Высоцким в 1950-м году[24].
- Дядя по отцовской линии — Леон Соломонович (Лейбиш Шлиомович) Высоцкий (1886—1974), видный киевский инженер-химик и изобретатель, основатель киевского завода «Химэфир» на Куренёвке[25]. Его приёмная дочь (двоюродная сестра А. В. Высоцкого) — Людмила Леоновна Высоцкая, чемпионка СССР и заслуженный тренер Украины по баскетболу[26].
- Троюродный брат (по материнской линии[27]) — известный эстрадный администратор и поэт-песенник Павел Леонидович Леонидов[28].

## Книги
- Высоцкий А. В. И пусть наступит утро (о Герое Советского Союза, артиллеристе Н. В. Богданове). — М.: Воениздат, 1986. — 112 с. — 40 000 экз.[29]
- Высоцкий А. В. Весна в Берлине. — М.: Ризалт, 2010. — 296 с. (иллюстрации А. Лаврухина)[30].
- Высоцкий А. В. На грани подвига, на грани смерти / Составитель — И. А. Высоцкая. — Издательский центр Краснодарского регионального отделения Русского географического общества, 2017. — 428 с. — ISBN 5889720120.

## Об А. В. Высоцком
- Евдокимова Е. Алексей и Александра // сборник «Данко». — М.: Молодая гвардия, 1975. — Т. выпуск 3-й. — С. 113—130. — 100 000 экз. (о военных годах Алексея Владимировича Высоцкого и его жены Александры Ивановны Высоцкой, урожд. Таран, 1923—2008).

## Документы о награждениях
Указом Президиума ВС СССР от 10.02.1942 года командир батареи 265-го корпусного артполка Южного фронта, лейтенант Высоцкий награждён орденом Красного Знамени за организацию контратак в августе 1941 года на одесском направлении. Приказом ВС 9-й армии Северо-Кавказского фронта № 97/н от 06.05.1943 года капитан Высоцкий — командир 1-го дивизиона 268-го армейского артполка РГК — награждён орденом Отечественной войны 2-й степени за уничтожение 2-х артиллерийских батарей и подавление огня ещё 10-ти батарей. Приказом № 57/н от 13.10.1943 года майор Высоцкий награждён орденом Красная Звезда за уничтожение 1 дзота, 1 миномета, 5 артбатарей и подбитие 1-го танка с подавлением огня 4-х артбатарей противника.
Приказом Офицерской школы подготовки штабных командиров артиллерии от 07.02.1944 года награждён медалью «За оборону Одессы». Награждён медалью «За оборону Кавказа».
Приказом ВС 1-го Белорусского фронта № 106 от 28.07.1944 года командир дивизиона 124-й ОГАКБ РГК майор Высоцкий награждён орденом Отечественной войны 1-й степени за уничтожение 2-х опорных пунктов противника, 1-й артбатареи и подавление 4-х батарей при прорыве немецкой обороны южнее г. Козель. Приказом командующего артиллерией 1-го Белорусского фронта № 0152\н от 08.02.1945 года награждён орденом Красного Знамени.
Приказом № 576/н от 18.05.1945 по 1-му Белорусскому фронту майор Высоцкий награждён орденом Красного Знамени за качественное планирование боевых операций (бригадой было уничтожено 76 узлов сопротивления и 2 артбатареи) и обеспечение бригады боеприпасами и ГСМ в боях за г. Берлин. Приказом по 6 адп РКГ от 27.08.1945 года награждён медалью «За победу над Германией».

### Статьи
- Очерк А. В. Высоцкого «Горсть земли» (в сборнике «Революционный держите шаг» под редакцией Б. Никифорова, Москва: Молодая гвардия, 1975. — 100 000 экз.)
- Рассказ А. В. Высоцкого «И пусть наступит утро»
- Интервью Ирэны Высоцкой об отце, А. В. Высоцком
- [www.interesniy.kiev.ua/old/7137/7141/visotskie О семье Высоцких в Киеве, начиная с Вольфа Шлиомовича]
- Высоцкие в Гайсине

### Фотографии
- Алексей и Александра Высоцкие в Гайсине (фотография), 1950 год № 1 (другой вариант (недоступная ссылка))
- Алексей и Александра Высоцкие в Гайсине (фотография), 1950 год № 2 (недоступная ссылка)
- Алексей Высоцкий, Николай Петров и Александр Плоткин в декабре 1942 года на фронте
- Могила А. В. Высоцкого на Ваганьковском кладбище

## Восходящая генеалогия семьи Высоцких[38]
- Алексей Владимирович Высоцкий (1919—1977)

Родители (женитьба — 5 августа 1915 года в Киеве)
- Вольф Шлиомович (Шлёмович) Высоцкий (25 апреля 1889, Брест-Литовск — 14 марта 1962, Москва)[39]. Братья: Леон Соломонович (Лейб(иш) Шлиомович) Высоцкий (1886—1974), Исаак (Ицхок) Шлиомович Высоцкий (1906—1978)[40], сестра: Малка (Маня) Шлиомовна Высоцкая (в замужестве Дуксина, 1890—1942, расстреляна нацистами в гетто в Жабинке под Брестом[41])[42][43][44].
- Дора (Двойра, Дебора)[45] Овсеевна (Евсеевна) Бронштейн (с 1941 года во втором браке — Дарья Алексеевна Семененко; 28 ноября 1891, согласно записи в раввинской книге[46] — 10 мая 1970)[47].

Дедушки и бабушки
- Шлойме (Шлиом, Шлойма) Гершевич Высоцкий (1860, Селец — 13 (26) мая 1916, Екатеринослав) — селецкий мещанин (местечко Сельце Пружанского уезда Гродненской губернии, ныне деревня Селец Березовского района Брестской области Белоруссии)[48][49], по профессии стеклодув, и Хаша-Фейга (Хася-Фейга) Лейбовна Бульковштейн[50] (ум. 27 ноября 1939, Киев)[51]
- Овсей-Гешель (Овши-һешл) Хаим-Мордкович Бронштейн («кременецкий мещанин», 1862—1900) — выпускник житомирского еврейского учительского института, с 1887 года преподаватель житомирского казённого еврейского училища, и Рейзя Хаимовна (Раиса Акимовна) Райх — уроженка Теофиполя Волынской губернии

Прадедушка и прабабушка
- Хаим-Мордхэ Бронштейн и Двойра Мойшевна (Мошковна) Бронштейн (Житомир)[53]